# 李·帕克希爾
李·帕克希爾（Lee Parkhill，1988年11月22日—），是一名出生於加拿大奧克維爾的帆船運動員。他曾参加2015年泛美运动会、2016年夏季奥运会和2023年泛美运动会。

## 外部連結
- 李·帕克希爾的Facebook專頁
- Lee Parkhill （页面存档备份，存于） - ISAF